# Kosei Nukina
Kosei Nukina (貫名 航世 Nukina Kosei?), född 26 april 1995 i Osaka prefektur, är en japansk fotbollsspelare.
Nukina började sin karriär 2018 i Vanraure Hachinohe.